# Archibald Warden
Archibald Adam Warden (ur. 11 maja 1869 w Edynburgu, zm. 7 października 1943 w Cannes) – brytyjski tenisista, medalista igrzysk olimpijskich.
W 1900 roku wystąpił w igrzyskach olimpijskich, które odbył się w Paryżu.
W grze pojedynczej, w pierwszej rundzie miał wolny los. W ćwierćfinale przegrał z Arthurem Norrisem.
W grze podwójnej występował w parze z Charlesem Sandsem. Debliści odpadli z rywalizacji w pierwszym meczu.
W grze mieszanej partnerką Wardena była reprezentantka Bohemii, Hedwiga Rosenbaumová. W pierwszej rundzie pokonali drużynę francuską. W półfinale przegrali z drużyną francusko-brytyjską. Miejsce trzecie zajęli ex aequo z Amerykanką Marion Jones Farquhar i Brytyjczykiem Lawrence’em Dohertym.